# バルデス・メリーサ
バルデス メリーサ（スペイン語: Melissa Valdes Lopez、2002年10月8日 - ）は、日本の女子バレーボール選手。

## 来歴
キューバ出身。2人兄妹の長女。6歳のとき、ぜんそく治療のためにバレーボールを始めた。
古川学園高等学校時代は全日本バレーボール高等学校選手権大会で準優勝とベスト4を経験。
2018年11月に行われたジュニア・ユース女子日本代表チーム合同強化合宿に参加した。
2019年5月に行われた、同年9月に開催される世界選手権へ向けて実施されたユース女子日本代表候補チーム強化合宿に参加した。
2019年7月24〜28日に宮崎県の早水公園体育文化センターで開催された令和元年度全国高等学校総合体育大会で優秀選手を受賞した。
2019年11月に実施されたジュニア・ユース女子日本代表チーム合同強化合宿に参加した。
2021年1月5〜10日に渡り開催された第73回全日本高等学校選手権大会において優秀選手賞を受賞。

### PFUブルーキャッツ 時代
2021年2月15日、PFUブルーキャッツへの入団内定が発表された。同期入団は甲斐由美夏、鏡原叶悠、志摩美古都。現時点では外国籍選手扱いだが、将来的には日本国籍を取得し、日本代表としてオリンピックで金メダルを獲ることを目指している。
2021年6月27日、黒部市総合体育センターで開催されたV・サマーリーグ東部大会において、5試合59得点の活躍を見せ最優秀選手賞とフレッシュスター賞（V1）を受賞。PFUブルーキャッツの4年ぶり2回目となる優勝に大きく貢献した。
サマーリーグ優勝の勢いで2021-22 V.LEAGUE DIVISION1 WOMENにも臨み、チームの順位上昇に貢献し、自身も最優秀新人賞を受賞した。第70回黒鷲旗全日本選抜大会でもチームの準優勝に貢献し、自身も敢闘賞とベスト6を受賞した。
2022-23シーズン、PFU入団2年目となったことにより、V.LEAGUEの「外国籍選手の登録に関する規程」第3条のB登録外国籍選手の条件を満たし、PFUのB登録外国籍選手となった。
2024年3月、女子日本代表チームの強化合宿に練習生としてアライジャ・サンティアゴとともに参加した。
2024年10月、9月26日付けでの日本国籍取得が発表された。

## 所属チーム
- Rodolfo Daiz[1]
- Real Luyano[1]
- EIDE Antonio Ñico Jiménez[1]
- 古川学園高等学校
- PFUブルーキャッツ/PFUブルーキャッツ石川かほく #23（2021年-）

## 球歴
- 2020年 第72回全日本高等学校選手権大会：準優勝
- 2021年 第73回全日本高等学校選手権大会：ベスト4
- 2021年 V・サマーリーグ女子東部大会：優勝

## 受賞歴
- 2020年 - 第72回全日本高等学校選手権大会：優秀選手賞[22]
- 2021年 - 第73回全日本高等学校選手権大会：優秀選手賞[23]
- 2021年 - V・サマーリーグ女子東部大会：最優秀選手賞 / フレッシュスター賞（V1）
- 2022年 - 2021-22 V.LEAGUE DIVISION1 WOMEN：最優秀新人賞
- 2022年 - 第70回黒鷲旗全日本男女選抜バレーボール大会：敢闘賞、ベスト6
- 2024年 - 第14回VTV9-ビンディエン国際女子バレーボールカップ：MVP[24]

## 個人成績
V.LEAGUEの個人成績は下記の通り。
| 大会        | チーム      | 出場     | 出場        | アタック | アタック | アタック | アタック | バックアタック | バックアタック | バックアタック | バックアタック | アタック 決定本数 | ブロック | ブロック       | サーブ | サーブ         | サーブ   | サーブ | サーブ | サーブ   | サーブレシーブ | サーブレシーブ | サーブレシーブ | サーブレシーブ | 総得点      | 総得点      | 総得点   | 総得点      |
| ----------- | ----------- | -------- | ----------- | -------- | -------- | -------- | -------- | -------------- | -------------- | -------------- | -------------- | ----------------- | -------- | -------------- | ------ | -------------- | -------- | ------ | ------ | -------- | -------------- | -------------- | -------------- | -------------- | ----------- | ----------- | -------- | ----------- |
| 大会        | チーム      | 試 合 数 | セ ッ ト 数 | 打 数    | 得 点    | 失 点    | 決 定 率 | 打 数          | 得 点          | 失 点          | 決 定 率       | セ ッ ト 平 均    | 得 点    | セ ッ ト 平 均 | 打 数  | ノ 丨 タ ッ チ | エ 丨 ス | 失 点  | 効 果  | 効 果 率 | 受 数          | 成 功 ・ 優    | 成 功 ・ 良    | 成 功 率       | ア タ ッ ク | ブ ロ ッ ク | サ 丨 ブ | 得 点 合 計 |
| V1 2021-22  | PFU         | 2        | 7           | 90       | 31       | 6        | 34.4     | 22             | 7              | 2              | 31.8           | 4.43              | 1        | 0.14           | 21     | 0              | 1        | 5      | 3      | 2.4      | 0              | 0              | 0              | -              | 31          | 1           | 1        | 33          |
| 通算：1大会 | 通算：1大会 | 2        | 7           | 90       | 31       | 6        | 34.4     | 22             | 7              | 2              | 31.8           | 4.43              | 1        | 0.14           | 21     | 0              | 1        | 5      | 3      | 2.4      | 0              | 0              | 0              | -              | 31          | 1           | 1        | 33          |

## 出演
YouTube 
- PFUブルーキャッツ『PFUブルーキャッツ 2021入団会見』（2021年4月8日）
- PFUブルーキャッツ『新人選手第4弾！【青猫じゃらし】～バルデス・メリーサ選手 編～』（2021年6月17日）
- PFUブルーキャッツ『FUブルーキャッツ【ブルーキャッツの○○してみた】～描いてみた編～Part2』（2021年7月15日）